# Las partes de los animales
Las partes de los animales (en griego: Περὶ ζῴων μορίων; latín De Partibus Animalium ) o PA en lenguaje académico, es uno de los principales textos de Aristóteles sobre biología. Fue escrito alrededor del 350 a. C. Todo el trabajo es más o menos un estudio en anatomía y fisiología animal; su objetivo es proporcionar una comprensión científica de las partes (órganos, tejidos, fluidos, etc) de los animales y pregunta si estas partes fueron diseñadas o surgieron de casualidad. 

## Cronología
El tratado consta de cuatro libros cuya autenticidad no ha sido puesta en duda aunque su cronología sigue en discusión. El consenso en situarlo anterior a la Generación de los animales y quizás posterior a Historia de los animales. Existen indicios que Aristóteles colocaba este libro al comienzo de sus obras biológicas.

## Contenido
En el Libro I, Aristóteles aplica su teoría de la causalidad al estudio de las formas de vida. Aquí, propuso la metodología para estudiar los organismos, y enfatizó la importancia de la causa final, el diseño o propósito buscando una explicación teleológica en las ciencias de la vida. Criticó la taxonomía dicotómica practicada en Academia, ya que no permitía una mayor riqueza que el proceso de bipartición de géneros. Concluye defendiendo el estudio de los animales como una ciencia igual de importante que el de los cuerpos celestes.
Aristóteles afirmó que todo ser vivo consta de dos partes intrínsecas:
- Cuerpo (σῶμα);
- Alma (ψυχὴ).[4]

Utilizó esos principios para estudiar los elementos primordiales de la naturaleza de los cuales están compuestos los cuerpos de los animales y las condiciones intrínsecas que hacen que los cuerpos se conviertan en lo que son. Primero parten de la combinación de los elementos fundamentales de la naturaleza (tierra, agua, aire y fuego) formando las partes del cuerpo.
Aristóteles distingue entre partes homeomeras, las cuales si dividen son las mismas como huesos, sangre o tejidos; y anomeomeras, que están constituidas por la partes homeomeras, las cuales son los órganos.
En el resto de libros, Aristóteles estudia las partes internas y externas de los animales sanguíneos y no sanguíneos, comparándolos con los seres humanos, mostrando lo común y lo específico.
Para Aristóteles, las causas materiales de un organismo, no podían explicar todos sus aspectos. Para explicar fenómenos como los procesos un organismo o sus adaptaciones al entorno del organismo tuvo que recurrir a las causas finales, explicaciones teleológicas de esos fenómenos. En su Generación de los animales, explica teleológicamente la reproducción y el desarrollo animal.

## Traducción al árabe
La traducción al árabe de De Partibus Animalium comprende los tratados 11-14 de Kitāb al-Hayawān (El libro de los animales).